# Francisco Manenti
Francisco Manenti (Rosario, Argentina, 31 de octubre de 1996) es un futbolista argentino que juega en la posición de defensa y su club actual es Zamora Fútbol Club de la Primera División de Venezuela.

## Clubes
| Club                        | País      | Año            |
| --------------------------- | --------- | -------------- |
| Newell's Old Boys           | Argentina | 2018           |
| Unión Comercio (cesión)     | Perú      | 2019           |
| Central Córdoba (cesión)    | Argentina | 2019 - 2020    |
| Club Villa Dálmine          | Argentina | 2020           |
| 12 de Octubre Football Club | Paraguay  | 2021           |
| Club Atlético San Miguel    | Argentina | 2022-2023      |
| Club Atlético Mitre         | Argentina | 2024-2025      |
| Zamora Fútbol Club          | Venezuela | 2025- Presente |